# Big City Greens/Episodenliste
Diese Episodenliste enthält alle Episoden der amerikanischen Zeichentrickserie Big City Greens, sortiert nach der amerikanischen Erstveröffentlichung auf dem Fernsehsender Disney Channel. Die Fernsehserie hat derzeit fünf Staffeln mit 119 Folgen.

## Übersicht
| Staffel | Episodenanzahl | Vereinigte Staaten                   | Vereinigte Staaten | Deutschland     | Deutschland       |
| Staffel | Episodenanzahl | Staffelpremiere                      | Staffelfinale      | Staffelpremiere | Staffelfinale     |
| ------- | -------------- | ------------------------------------ | ------------------ | --------------- | ----------------- |
| 1       | 30 (58)        | 18. Juni 2018                        | 9. März 2019       | 18. Juni 2018   | 30. August 2019   |
| 2       | 30 (58)        | 16. November 2019                    | 9. Dezember 2019   | 3. April 2021   | 11. Dezember 2021 |
| 3       | 20 (36)        | 9. Okt. 2021 (Special) 12. Feb. 2022 | 9. Mai 2022        | 25. März 2023   | 9. Dezember 2023  |
| 4       | 30(58)         | 23. September 2023                   | 9. August 2025     | 4. März 2024    |                   |

## Staffel 1
| Nr. (ges.) | Nr. (St.) | Deutscher Titel              | Originaltitel       | Zusammenfassung | Erstausstrahlung USA | Deutschsprachige Erstausstrahlung (D) | Regie                     | Drehbuch                                                    |
| ---------- | --------- | ---------------------------- | ------------------- | --- | -------------------- | ------------------------------------- | ------------------------- | ----------------------------------------------------------- |
| 1          | 1a        | Weltraum-Hühner              | Space Chicken       | Cricket will mit einer Aktion Eindruck bei den neuen Nachbarn schinden und zieht dafür Stadtkind Remy hinzu.                                                                                      | 18. Juni 2018        | 18. Juni 2018                         | Chris & Shane Houghton    | Chris & Shane Houghton                                      |
| 1          | 1b        | Steak-Abend                  | Steak Night         | Die Familientradition des Steak-Abends droht auszufallen, als Cricket die Steaks in der U-Bahn verliert.                                                                                          | 18. Juni 2018        | 18. Juni 2018                         | Monica Ray                | Cheyenne Curtis & Caldwell Tanner                           |
| 2          | 2a        | Das Familienritual           | Cricket Versus      | Cricket muss ein wildes Tier im Kampf besiegen, um den Familiennamen Green tragen zu dürfen. | 19. Juni 2018        | 19. Juni 2018                         | Matt Braly                | Amy Hudkins & Jonathan Wallach                              |
| 2          | 2b        | Die blaue Kartoffel          | Blue Tater          | Die Greens eröffnen einen Imbisswagen, doch Cricket fühlt sich vom Pech verfolgt. | 19. Juni 2018        | 20. Juni 2018                         | Monica Ray                | Aaron Austin & Chris Pianka                                 |
| 3          | 3a        | Abenteuer Schwimmbad         | Swimming Fool       | Die Greens besuchen das öffentliche Schwimmbad, wo Cricket seinen Mut beweisen will. | 20. Juni 2018        | 21. Juni 2018                         | Matt Braly & Tiffany Ford | Charlie Gavin & Anna O'Brian                                |
| 3          | 3b        | Tillys Ziege                 | Tilly’s Goat        | Tilly meldet ihre Ziege bei einer Hundeschau an, aber wird von den Juroren verlacht. | 20. Juni 2018        | 22. Juni 2018                         | Matt Braly                | Amy Hudkins & Jonathan Wallach                              |
| 4          | 4a        | Cricketsitter                | Cricketsitter       | Als Tilly auf Cricket aufpassen soll, landet er im Krankenhaus. | 21. Juni 2018        | 25. Juni 2018                         | Monica Ray                | Charlie Gavin & Anna O'Brian                                |
| 4          | 4b        | Rückwärtssalto-Bill          | Backflip Bill       | Als die Kinder entdecken, dass Bill früher Turner war, wird Cricket sein neuer Trainer. | 21. Juni 2018        | 26. Juni 2018                         | Monica Ray                | Amy Hudkins & Jonathan Wallach                              |
| 5          | 5a        | Grammas Fahrprüfung          | Gramma’s License    | Nachdem Alice ihren Führerschein verliert, helfen die Kinder ihr, für eine Fahrprüfung zu üben.                                                                                                   | 22. Juni 2018        | 3. Sep. 2018                          | Matt Braly & Tiffany Ford | Cheyenne Curtis & Caldwell Tanner                           |
| 5          | 5b        | Bärenfreunde                 | Bear Trapped        | Die Kinder verstecken einen Bären in der Stadt vor dem Veterinäramt. | 22. Juni 2018        | 4. Sep. 2018                          | Chris Houghton            | Matt Braly & Monica Ray                                     |
| 6          | 6a        | Operation Foto               | Photo Op            | Bill führt die Familie unter einem Vorwand ins Einkaufszentrum, um ein Foto machen zu lassen. | 25. Juni 2018        | 27. Juni 2018                         | Tiffany Ford              | Charlie Gavin & Anna O'Brian                                |
| 6          | 6b        | Remy Demmi                   | Remy Rescue         | Als Remys Eltern erfahren, dass er Geigenunterricht geschwänzt hat, wollen sie ihn von Cricket trennen.                                                                                           | 25. Juni 2018        | 28. Juni 2018                         | Monica Ray                | Ben Adams & Rebecca Schauer                                 |
| 7          | 7a        | Stau                         | Gridlocked          | Auf dem Weg zu einem Ausflug aufs Land bleiben die Greens im Stau stecken. | 27. Juni 2018        | 29. Juni 2018                         | Monica Ray                | Cheyenne Curtis & Caldwell Tanner                           |
| 7          | 7b        | Vogelmama                    | Mama Bird           | Tilly will sich um Vogelbabys kümmern, doch als sie schlüpfen, sehen sie Cricket als ihre Mama an.                                                                                                | 27. Juni 2018        | 2. Juli 2018                          | Tiffany Ford              | Amy Hudkins & Jonathan Wallach                              |
| 8          | 8a        | Willkommen zu Hause          | Welcome Home        | chronologisch erste Geschichte: Bill und die Kinder ziehen zu Gramma. | 2. Juli 2018         | 3. Juli 2018                          | Matt Braly                | Chris Houghton                                              |
| 8          | 8b        | Die Waschbärenpflege         | Raccooned           | Das Haus der Greens wird von Waschbären befallen. | 2. Juli 2018         | 4. Juli 2018                          | Monica Ray                | Aaron Austin, Monica Ekabutr & Chris Pianka                 |
| 9          | 9a        | Die Oktopusrettung           | Fill Bill           | Die Greens besuchen ein Fischrestaurant, wo Bill beweisen will, dass er nicht bloß ein Tourist ist.                                                                                               | 9. Juli 2018         | 5. Juli 2018                          | Monica Ray                | Aaron Austin & Chris Pianka                                 |
| 9          | 9b        | Critterball-Krise            | Critterball Crisis  | Die Kinder und Barista Gloria geraten in Streit, als Cricket Bälle über den Zaun schießt und Gloria diese beschlagnahmt.                                                                          | 9. Juli 2018         | 6. Juli 2018                          | Monica Ray                | Ben Adams & Rebecca Schauer                                 |
| 10         | 10a       | Parade-Tag                   | Parade Day          | Cricket wird Glorias Mitarbeiter, aber möchte lieber die Parade anschauen, und bringt diese schließlich zum Café.                                                                                 | 11. Juli 2028        | 5. Sep. 2018                          | Monica Ray                | Cheyenne Curtis & Caldwell Tanner                           |
| 10         | 10b       | Die Heimwerker               | DIY Guys            | Als ihr Staubsauger aufgibt, gehen die Greens mit Remy, dem Bill lehren will, Dinge auch selbst zu tun, in den Baumarkt.                                                                          | 11. Juli 2018        | 6. Sep. 2018                          | Monica Ray                | Amy Hudkins & Jonathan Wallach                              |
| 11         | 11a       | Gargoyles bei Nacht          | Gargoyle Gals       | Um die paranoide Andromeda als Freundin zu gewinnen, denkt Tilly sich eine eigene Verschwörungstheorie aus.                                                                                       | 16. Juli 2018        | 7. Sep. 2018                          | Anna O’Brian              | Charlie Gavin & Anna O'Brian                                |
| 11         | 11b       | Supermarktskandal            | Supermarket Scandal | Als die Greens einen Stand am Wochenmarkt eröffnen, verkauft Cricket gefälschtes Gemüse. | 16. Juli 2018        | 10. Sep. 2018                         | Matt Braly & Tiffany Ford | Ben Adams & Rebecca Schauer                                 |
| 12         | 12a       | Barry Cuda                   | Barry Cuda          | Cricket kauft sich einen singenden Fisch, der den anderen so auf die Nerven geht, dass er zerstört wird.                                                                                          | 18. Juli 2018        | 11. Sep. 2018                         | Matt Braly & Tiffany Ford | Aaron Austin & Chris Pianka                                 |
| 12         | 12b       | Gramma allein zu Haus        | Suite Retreat       | Um ihre Ruhe zu haben, schickt Alice Bill und die Kinder für einen Tag in ein Hotel, vermisst sie dann aber schnell.                                                                              | 18. Juli 2018        | 12. Sep. 2018                         | Tiffany Ford              | Ben Adams & Rebecca Schauer                                 |
| 13         | 13a       | Der Familienschatz           | Family Legacy       | Als die Farm bedroht wird, helfen die Kinder Alice das Rätsel um einen Familienschatz zu lösen.                                                                                                   | 23. Juli 2018        | 13. Sep. 2018                         | Natasha Kline             | Cheyenne Curtis & Caldwell Tanner                           |
| 13         | 13b       | Abstrakte Kritzelei          | Paint Misbehavin    | Gloria stellt im Café ihre abstrakten Gemälde aus, aber erst als Cricket auf ihnen herumkritzelt, wird eine Galeristin auf die Kunst aufmerksam.                                                  | 23. Juli 2018        | 14. Sep. 2018                         | Chris Houghton            | Katie Aldworth & Rebecca Schauer                            |
| 14         | 14a       | Cricket im Gruselfilm        | Rated Cricket       | Als die Familie im Kino einen Kinderfilm sehen will, schleicht Cricket in einen vermeintlichen Horrorfilme, der sich als Teenieromanze herausstellt.                                              | 25. Juli 2018        | 17. Sep. 2018                         | Natasha Kline             | Aaron Austin & Chris Pianka                                 |
| 14         | 14b       | Willkommen bei den Greens!   | Homeshare Hoedown   | Cricket eröffnet ein BnB und nimmt zwei Gäste auf, aber ist schnell überfordert, sie zu unterhalten.                                                                                              | 25. Juli 2018        | 18. Sep. 2018                         | Monica Ray                | Katie Aldworth & Rebecca Schauer                            |
| 15         | 15a       | Cricket fällt aus            | Cricket’s Shoes     | Da Cricket krank im Bett liegt, verteilt er an die Familie Aufgaben, um ihn zu vertreten. | 30. Juli 2018        | 19. Sep. 2018                         | Natasha Kline             | Cheyenne Curtis & Caldwell Tanner                           |
| 15         | 15b       | Tomatenschlacht              | Feud Fight          | Chip Pfeifers Rückkehr auf den Wochenmarkt führt zum Eklat mit Cricket; währenddessen sucht Alice die schärfste Chilischote.                                                                      | 30. Juli 2018        | 20. Sep. 2018                         | Natasha Kline             | Amy Hudkins & Jonathan Wallach                              |
| 16         | 16a       | Die Mega-Melone              | Breaking News       | Cricket will die Mega-Melone seines Vaters ins Fernsehen bringen, aber reißt die Aufmerksamkeit der Reporter an sich.                                                                             | 1. Aug. 2018         | 21. Sep. 2018                         | Natasha Kline             | Charlie Gavin & Anna O'Brian                                |
| 16         | 16b       | Cyber-Mobbing                | Cyberbullies        | Als Cricket gegenüber einem Trio an Cybermobbern nicht nachgeben will, belästigen diese seine Freunde, bis er sich ihnen im Kampf stellt.                                                         | 1. Aug. 2018         | 24. Sep. 2018                         | Monica Ray                | Aaron Austin & Chris Pianka                                 |
| 17         | 17a       | Ein Herz für Big City        | Tilly Tour          | Tilly gibt ihrer Gramma eine Tour ihrer verborgenen Lieblingsecken der Stadt. | 6. Aug. 2018         | 25. Sep. 2018                         | Monica Ray                | Amy Hudkins & Jonathan Wallach                              |
| 17         | 17b       | Gute Gastgeber               | Dinner Party        | Ein gemeinsames Abendessen der Greens und Remingtons artet zu einem Footballspiel im Regen aus.                                                                                                   | 6. Aug. 2018         | 26. Sep. 2018                         | Natasha Kline             | Katie Aldworth & Rebecca Schauer                            |
| 18         | 18a       | Kaffee für die Freiheit      | Coffee Quest        | Gloria und Cricket sollen für das Café Kaffeebohnen holen und müssen gegen Chip Pfeifer um den letzten Sack kämpfen.                                                                              | 8. Aug. 2018         | 27. Sep. 2018                         | Natasha Kline             | Aaron Austin & Chris Pianka                                 |
| 18         | 18b       | Wo ist Phoenix?              | Phoenix Rises       | Als Crickets Hund einer Fährte folgend verschwindet, verläuft die Suche der Familie ergebnislos, doch der Hund wird zurückgebracht – von Nancy Green, die aus dem Gefängnis entlassen worden ist. | 8. Aug. 2018         | 28. Sep. 2018                         | Monica Ray                | Katie Aldworth & Rebecca Schauer                            |
| 19         | 19        | Blutmond                     | Blood Moon          | Halloween-Special: An Halloween versetzt der Blutmond die Farmtiere in Rage, sodass die Familie, Remy, Vasquez und Gloria im Haus eingesperrt werden, statt auf Süßes oder Saures zu gehen.       | 6. Okt. 2018         | 31. Okt. 2018                         | Monica Ray                | Charlie Gavin, Amy Hudkins, Anna O'Brian & Jonathan Wallach |
| 20         | 20a       | Schnäppchenjagd              | Big Deal            | Am Black Friday überzeugt Cricket die Familie, einen neuen Fernseher zum Schnäppchenpreis kaufen zu gehen, doch im Geschäft wird um die Waren gekämpft.                                           | 3. Nov. 2018         | 7. Mai 2019                           | Monica Ray                | Kianna Khansmith & Caldwell Tanner                          |
| 20         | 20b       | Verbotene Katze              | Forbidden Feline    | Tilly freundet sich mit der Katze des Nachbarn Mr. Grigorian an, der Feindschaft mit Alice hegt, und muss Wege finden, sie heimlich zu sehen.                                                     | 3. Nov. 2018         | 8. Mai 2019                           | Monica Ray                | Ian Mutchler & Rebecca Schauer                              |
| 21         | 21        | Auf freiem Fuß               | Uncaged             | Nachdem Nancy zurückgekehrt ist, wollen die Kinder vor ihr cool statt brav erscheinen, und lassen dafür die Tiere aus dem Zoo frei.                                                               | 11. Jan. 2019        | 6. Mai 2019                           | Natasha Kline             | Charlie Gavin, Amy Hudkins, Anna O'Brian & Jonathan Wallach |
| 22         | 22a       | Kochen mit Hindernissen      | Harvest Dinner      | Während Bill mit Nancy kocht, hat er an Tilly sowie Cricket und Alice verschiedene Aufgaben verteilt.                                                                                             | 12. Jan. 2019        | 9. Mai 2019                           | Natasha Kline             | Amy Hudkins & Jonathan Wallach                              |
| 22         | 22b       | Tilly will gewinnen          | Winner Winner       | Die Familie besucht das Gemeindezentrum, wo Bill Alice zum Zumba bringt und Tilly eine Trophäe zu gewinnen versucht.                                                                              | 12. Jan. 2019        | 10. Mai 2019                          | Monica Ray                | Caroline Director & Rebecca Schauer                         |
| 23         | 23a       | Bills Geheimnis              | Night Bill          | Die Kinder finden heraus, dass Bill einen nächtlichen Zweitjob angenommen hat, um ihnen teure Dinge zu kaufen.                                                                                    | 19. Jan. 2019        | 13. Mai 2019                          | Natasha Kline             | Cheyenne Curtis & Caldwell Tanner                           |
| 23         | 23b       | Die Schnäppchen-Schlange     | Cheap Snake         | Einem Impuls folgend kauft Cricket eine Schlange, mit der er schnell überfordert ist. | 19. Jan. 2019        | 14. Mai 2019                          | Monica Ray                | Charlie Gavin & Anna O'Brian                                |
| 24         | 24a       | Die Talentshow               | Hiya Henry          | Bei einer Talentshow im Café will Tilly als Bauchrednerin auftreten, doch Cricket hat Angst vor ihrer Holzpuppe.                                                                                  | 26. Jan. 2019        | 15. Mai 2019                          | Natasha Kline             | Charlie Gavin & Anna O'Brian                                |
| 24         | 24b       | Das Leben der anderen        | People Watching     | Die Greens beobachten Passanten auf der anderen Straßenseite und denken sich zu ihnen Geschichten aus.                                                                                            | 26. Jan. 2019        | 16. Mai 2019                          | Monica Ray                | Caldwell Tanner & Kianna Khansmith                          |
| 25         | 25a       | Liebe wider Willen           | Valentine’s Dance   | Bei einer Tanzveranstaltung zum Valentinstag wollen die Jungs sich von Mädchen fernhalten, doch Gabriella löst in Cricket ungewollte Gefühle aus.                                                 | 2. Feb. 2019         | 22. Aug. 2019                         | Natasha Kline             | Amy Hudkins & Jonathan Wallach                              |
| 25         | 25b       | Gesetzeshüter Cricket        | Green Streets       | Auf Suche nach einem Straßenverschmutzer verbündet Cricket sich mit Officer Keys und macht ihn hart und ernst.                                                                                    | 2. Feb. 2019         | 23. Aug. 2019                         | Monica Ray                | Megan Boyd & Rebecca Schauer                                |
| 26         | 26a       | Der Zahnarztbesuch           | Hurty Tooth         | Die Familie geht zum Zahnarzt, da Crickets Zahn schmerzt. | 9. Feb. 2019         | 19. Aug. 2019                         | Monica Ray                | Megan Boyd & Rebecca Schauer                                |
| 26         | 26b       | Schnarchentzug               | Sleepover Sisters   | Tilly geht für eine Übernachtung zu Andromeda, doch Cricket vermisst in der Nacht ihr Schnarchen.                                                                                                 | 9. Feb. 2019         | 19. Aug. 2019                         | Natasha Kline             | Amy Hudkins & Jonathan Wallach                              |
| 27         | 27a       | Moms alte Motorradgang       | Trailer Trouble     | Während die Kinder einen Abend mit Nancy verbringen, wird ihr Wohnwagen von ihrer alten Motorradgang gestohlen.                                                                                   | 16. Feb. 2019        | 20. Aug. 2019                         | Monica Ray                | Kianna Khansmith & Caldwell Tanner                          |
| 27         | 27b       | Der Wahnsinn in der Villa    | Mansion Madness     | Remy beauftragt Cricket, seine Schlange zu füttern, worauf die Greens in der Remington-Villa Chaos stiften.                                                                                       | 16. Feb. 2019        | 21. Aug. 2019                         | Natasha Kline             | Charlie Gavin & Anna O'Brian                                |
| 28         | 28a       | Vergnügungschaos             | Park Pandemonium    | Im Park versuchen Tilly und Alice sich gegenseitig eifersüchtig zu machen, indem sie die andere mit Fremden ersetzen.                                                                             | 23. Feb. 2019        | 26. Aug. 2019                         | Natasha Kline             | Charlie Gavin & Anna O'Brian                                |
| 28         | 28b       | Gute-Besserung-Kekse         | Cricket’s Biscuits  | Als Tilly und Cricket sich verletzen, macht Alice ihnen Kekse, die so gut schmecken, dass sie immer mehr davon möchten.                                                                           | 23. Feb. 2019        | 26. Aug. 2019                         | Monica Ray                | Kianna Khansmith & Caldwell Tanner                          |
| 29         | 29a       | Stinkbomben                  | Skunked             | Um als Held gefeiert zu werden, plant Cricket, Stinktiere ins Café zu locken und die Kunden vor dem Gestank zu retten, doch die Aktion gerät außer Kontrolle.                                     | 2. März 2019         | 27. Aug. 2019                         | Monica Ray                | Kianna Khansmith & Caldwell Tanner                          |
| 29         | 29b       | Schlacht um Saxon            | Axin’ Saxon         | Nancy zerstört versehentlich Tillys Saxon, die aber Alice für schuldig hält und sich daher rächen will, indem sie deren Schwert zu zerstören droht.                                               | 2. März 2019         | 28. Aug. 2019                         | Natasha Kline             | Amy Hudkins & Jonathan Wallach                              |
| 30         | 30a       | Der Traum von Freiheit       | Cricket’s Place     | Um zuhause keine Arbeiten erledigen zu müssen, zieht Cricket mit Remy in eine eigene Wohnung im Apartmentgebäude neben der Farm.                                                                  | 9. März 2019         | 29. Aug. 2019                         | Natasha Kline             | Charlie Gavin & Anna O'Brian                                |
| 30         | 30b       | Tiere sind auch nur Menschen | Volunteer Tilly     | Tilly wird freiwillige Helferin im Tierheim, aber findet die Tiere so süß, dass sie am Adoptionstag alle Bewerber ablehnt.                                                                        | 9. März 2019         | 30. Aug. 2019                         | Monica Ray                | Megan Boyd & Rebecca Schauer                                |

## Staffel 2
| Nr. (ges.) | Nr. (St.) | Deutscher Titel             | Originaltitel         | Zusammenfassung | Erstausstrahlung USA | Deutschsprachige Erstausstrahlung (D) | Regie            | Drehbuch                                                             |
| ---------- | --------- | --------------------------- | --------------------- | --- | -------------------- | ------------------------------------- | ---------------- | -------------------------------------------------------------------- |
| 31         | 1a        | Der Haarnotfall             | Cricket’s Kapowie!    | Als Cricket für eine Werbung besetzt wird, glaubt er, seine Ausstrahlung komme von seiner Frisur. | 16. Nov. 2019        | 9. Dez. 2019                          | Natasha Kline    | Amy Hudkins & Jonathan Wallach                                       |
| 31         | 1b        | Der Vrüm                    | Car Trouble           | Die Familie bekommt die Gelegenheit, den alten Laster durch ein futuristisches Auto zu ersetzen, aber vermisst schnell ihr altes Wagen.                                                                                       | 16. Nov. 2019        | 9. Dez. 2019                          | Natasha Kline    | Charlie Gavin & Anna O'Brian                                         |
| 32         | 2a        | Die Sumpfhexe               | Urban Legend          | Weil Gramma sich als Sumpfhexe ausgibt, um Besucher zu vertreiben, versucht Bill sie mit Barbecue zurückzugewinnen. | 23. Nov. 2019        | 10. Dez. 2019                         | Natasha Kline    | Monica Ray & Steve Wolfhard                                          |
| 32         | 2b        | Der Wunschbrunnen           | Wishing Well          | Als Cricket einen Wunschbrunnen errichtet, wirft Tilly ihr ganzes Geld hinein, was ihn in einen Gewissenskonflikt wirft. | 23. Nov. 2019        | 10. Dez. 2019                         | Monica Ray       | Chris Houghton & Natasha Kline Carson                                |
| 33         | 3a        | Fahrstuhl mit Aussicht      | Elevator Action       | Cricket ist schuld, dass Gloria mit der Familie im Aufzug stecken bleibt, gerade als sie die Stadt verlassen will. | 30. Nov. 2019        | 12. Dez. 2019                         | Natasha Kline    | Anna O’Brian                                                         |
| 33         | 3b        | Schlechter Einfluss         | Bad Influencer        | Remy wird von einem Video-Influencer besessen und beeinflusst, für den er sich von Cricket und Vasquez abwendet. | 30. Nov. 2019        | 13. Dez. 2019                         | Monica Ray       | Kianna Khansmith & Caldwell Tanner                                   |
| 34         | 4         | Weihnachten bei den Greens  | Green Christmas       | Weihnachts-Episode mit Liedern: Am Tag vor Weihnachten versuchen die Kinder, Cricket auf die Liste der Artigen zu bringen, sowie Nancy und Alice, Bill ein Geschenk zu besorgen.                                              | 7. Dez. 2019         | 11. Dez. 2019                         | Monica Ray       | Amy Hudkins, Kianna Khansmith, Caldwell Tanner & Jonathan Wallach    |
| 35         | 5a        | Falsches Spiel              | Reckoning Ball        | Um nicht von seinem Vater gefeuert zu werden, muss Chip sich bei den Greens entschuldigen, die zur Bedingung machen, dass er repariert, was er bei ihnen zerstört hat.                                                        | 14. Dez. 2019        | 2. März 2020                          | Natasha Kline    | Anna O'Brian & Ariel Vracin-Harrell                                  |
| 35         | 5b        | Mädelsabend                 | Clubbed               | Als Gloria in einen Nachtclub geht, glauben Tilly und Andromeda, sie seien eingeladen und Gloria hätte Amnesie, da sie leugnet, sie zu kennen.                                                                                | 14. Dez. 2019        | 3. März 2020                          | Monica Ray       | Kianna Khansmith & Caldwell Tanner                                   |
| 36         | 6a        | Der falsche Popstar         | Impopstar             | Cricket und Nancy nutzen aus, dass er einem Popstar zum Verwechseln aussieht, der ein normales Leben will und Crickets Platz in der Familie einnimmt.                                                                         | 11. Jan. 2020        | 4. März 2020                          | Natasha Kline    | Amy Hudkins & Jonathan Wallach                                       |
| 36         | 6b        | Das Football-Camp           | Football-Camp         | Remy besucht mit Cricket das jährliche Footballcamp seines Vaters, um dessen Respekt zu verdienen. | 11. Jan. 2020        | 5. März 2020                          | Monica Ray       | Carson Montgomery, Raj Brueggeman & Steve Wolfhard                   |
| 37         | 7a        | Hitze-Ball                  | Heat Beaters          | Am heißesten Tag spielen Cricket und Remy draußen Basketball, während der Rest der Familie durch die Kälte einer Klimaanlage im Haus festsitzt.                                                                               | 18. Jan. 2020        | 6. März 2020                          | Monica Ray       | Raj Brueggeman & Steve Wolfhard                                      |
| 37         | 7b        | Bill und die Aliens         | Bill-iever            | Als Cricket seine neueste Verwüstung des Gemüsegartens auf Aliens schiebt, glauben Tilly und Alice ihm, aber Bill bleibt skeptisch.                                                                                           | 18. Jan. 2020        | 9. März 2020                          | Natasha Kline    | Charlie Gavin & Anna O'Brian                                         |
| 38         | 8a        | Strand-Streiche             | Shark Objects         | Am Strand erschreckt Cricket Leute mit einer Haiflosse, Tilly gräbt ihren Vater ein und Gramma streitet mit einer Möwe. | 25. Jan. 2020        | 10. März 2020                         | Monica Ray       | Kianna Khansmith & Caldwell Tanner                                   |
| 38         | 8b        | Traumspinner                | Dream Weaver          | Als Cricket in der Nacht nicht einschlafen kann, entdeckt er, dass er die Träume der anderen beeinflussen kann, indem er ihnen zuflüstert.                                                                                    | 25. Jan. 2020        | 11. März 2020                         | Natasha Kline    | Amy Hudkins & Jonathan Wallach                                       |
| 39         | 9a        | Das nächste Level           | 1. Februar 2020       | Weil er die echte Farm nicht vergrößern kann, wird Bill von einem Farmsimulationsspiel süchtig, aus dem die Familie ihn retten muss.                                                                                          | Level Up             | 20. Juli 2020                         | Monica Ray       | Raj Brueggeman & Steve Wolfhard                                      |
| 39         | 9b        | Die wilde Seite             | Wild Side             | Als Cricket sich wie ein wildes Tier benimmt, jagen Remy, Bill und Alice ihm hinterher, aber entdecken auch ihre eigene wilde Seite.                                                                                          | 1. Feb. 2020         | 21. Juli 2020                         | Natasha Kline    | Amy Hudkins & Jonathan Wallach                                       |
| 40         | 10a       | Garagen-Geschichten         | Garage Tales          | Beim Aufräumen der Garage erzählt Alice zu scheinbarem Müll eine übertriebene Geschichte ihres größten Abenteuers, die in Wahrheit die ist, wie sie Bills Vater kennenlernte.                                                 | 8. Feb. 2020         | 22. Juli 2020                         | Monica Ray       | Kianna Khansmith & Caldwell Tanner                                   |
| 40         | 10b       | Tiere an die Macht          | Animal Farm           | Während die Familie unterwegs ist, passt Hund Phoenix auf das Haus und die Tiere auf, doch diesmal versucht der Hahn die Macht zu übernehmen.                                                                                 | 8. Feb. 2020         | 23. Juli 2020                         | Natasha Kline    | Natasha Kline & Anna O'Brian                                         |
| 41         | 11a       | Die Nachtisch-Falle         | Desserted             | Cricket führt die Familie zum Abendessen aus, das er bezahlen will, indem er sich an die Eiscreme-Challenge des Restaurants wagt.                                                                                             | 11. Juli 2020        | 24. Juli 2020                         | Natasha Kline    | Amy Hudkins & Jonathan Wallach                                       |
| 41         | 11b       | Vatertagsgeschenke          | The Gifted            | An Vatertag entdecken die Kinder, dass Bill sich über alle Geschenke von ihnen freut, und testen aus, was er alles als Geschenk akzeptiert.                                                                                   | 11. Juli 2020        | 24. Juli 2020                         | Monica Ray       | Raj Brueggeman & Steve Wolfhard                                      |
| 42         | 12a       | Die Zukunftskrise           | Time Crisis           | Während Remy für ein Violinkonzert übt, malen er und Cricket sich die Zukunft aus, wenn er scheitern würde. | 18. Juli 2020        | 8. Feb. 2021                          | Natasha Kline    | Jennifer Begeman & Ariel Vracin-Harrell                              |
| 42         | 12b       | Drück’ aufs Gas, Gramma!    | Gramma Driver         | Als die Familie Smartphones erhält, wird Alice Mitglied einer Carsharing-App und chauffiert Bankräuber. | 18. Juli 2020        | 8. Feb. 2021                          | Monica Ray       | Kiana Khansmith & Caldwell Tanner                                    |
| 43         | 13a       | Tilly Style                 | Tilly Style           | Als Tilly Baby genannt wird, will Nancy sie erwachsener einkleiden, aber Tilly geht noch weiter. | 25. Juli 2020        | 9. Feb. 2021                          | Monica Ray       | Raj Brueggemann & Steve Wolfhard                                     |
| 43         | 13b       | Farmroboter F.R.A.N.K.      | I, Farmbot            | Als die Familie sich einen Farmroboter anschafft, hat Bill nichts mehr zu tun und wird zur Couch-Potato. | 25. Juli 2020        | 9. Feb. 2021                          | Natasha Kline    | Amy Hudkins & Jonathan Wallach                                       |
| 44         | 14a       | Freundschaftsmesse          | Friend Con            | Als die Familie zur Farmmesse geht, aber Bill nicht mehr mit einem Freund abhängen kann, versuchen die Kinder, ihn mit Chip anzufreunden.                                                                                     | 1. Aug. 2020         | 10. Feb. 2021                         | Monica Ray       | Caldwell Tanner & Kiana Khansmith                                    |
| 44         | 14b       | Ausgetrickst                | Flimflammed           | Als Cricket durch einen Schwindel Geld verliert, versucht er den Betrag wieder hereinzuholen, indem er Gloria betrügt. | 1. Aug. 2020         | 10. Feb. 2021                         | Natasha Kline    | Kenny Byerly, Carson Montgomery & Rachel McNevin                     |
| 45         | 15a       | Die Green-Farm              | Greens’ Acres         | Rückblick-Episode vor 30 Jahren: Als Alice Bill nicht mehr auf der Farm arbeiten lässt, bietet er Nachbarn an, Tätigkeiten zu verrichten. So lernt er Nancy kennen, die ihn in Konflikt mit dem Gesetz bringt.                | 8. Aug. 2020         | 11. Feb. 2021                         | Natasha Kline    | Amy Hudkins & Jonathan Wallach                                       |
| 45         | 15b       | Puppenschlacht              | Dolled Up             | Für Tillys Geburtstag besucht die Familie einen Puppenladen, wo sie versucht mit beliebten Kindern zu essen und Cricket für eine Puppe gehalten wird.                                                                         | 8. Aug. 2020         | 11. Feb. 2021                         | Natasha Kline    | Ariel Vracin-Harrell & Chris Pianka                                  |
| 46         | 16a       | Gabriellas Freund           | Gabriella’s Fella     | Während Cricket und Gabriella ein Wandgemälde malen sollen, ist er zu nervös mit ihr zu sprechen und erhält Hilfe von Remy und Vasquez.                                                                                       | 15. Aug. 2020        | 12. Feb. 2021                         | Monica Ray       | Raj Brueggeman & Steve Wolfhard                                      |
| 46         | 16b       | Teurer Spaß                 | Cheap Show            | Um Produktionskosten zu sparen, hält Bill die Familie von Abenteuern fern und sie erinnern sich stattdessen an vergangene Momente.                                                                                            | 15. Aug. 2020        | 12. Feb. 2021                         | Monica Ray       | Caldwell Tanner & Kiana Khansmith                                    |
| 47         | 17a       | Makellose Greens            | Green Mirror          | Um zu verhindern, dass die Familie immer wieder Chaos anrichtet, will Tilly mit einer Erfinderin die Makel der anderen entfernen lassen.                                                                                      | 22. Aug. 2020        | 13. Feb. 2021                         | Natasha Kline    | Amy Hudkins & Jonathan Wallach                                       |
| 47         | 17b       | VIP Tickets                 | Cricket’s Tickets     | Als Cricket zwei Tickets für eine Show gewinnt, muss er sich zwischen Remy und Tilly entscheiden, wen er mitnimmt. | 22. Aug. 2020        | 13. Feb. 2021                         | Monica Ray       | Raj Brueggeman                                                       |
| 48         | 18a       | Echte Helden                | Times Circle          | Als die Familie den Times Circle besucht, hängen Bill und Cricket mit Superhelden ab und Tilly und Remy veranstalten ein Straßentheater.                                                                                      | 29. Aug. 2020        | 14. Feb. 2021                         | Monica Ray       | Kiana Khansmith & Caldwell Tanner                                    |
| 48         | 18b       | Grammas Dienstags-Routine   | Super Gramma!         | Nach einer Kataraktoperation kann Alice nicht sehen und soll Zuhause bleiben, aber da sie ausbüchst, müssen Tilly und Cricket ihr nachfolgen.                                                                                 | 29. Aug. 2020        | 14. Feb. 2021                         | Natasha Kline    | Ariel Vracin-Harrell & Chris Pianka                                  |
| 49         | 19a       | Remys Geburtstagsgeschenk   | Present Tense         | An Remys Geburtstag in einer Spielhalle hat Cricket das Gefühl, sein Geschenk sei ungenügend, und versucht ein besseres zu gewinnen.                                                                                          | 12. Sep. 2020        | 15. Feb. 2021                         | Natasha Kline    | Amy Hudkins & Jonathan Wallach                                       |
| 49         | 19b       | Der Oh-oh Effekt            | Hurt Bike             | Als Nancy den Kindern ein Motorrad mitbringt, baut Cricket fast ein Unfall und bekommt dadurch Angst um seine Sicherheit und die der anderen.                                                                                 | 12. Sep. 2020        | 15. Feb. 2021                         | Natasha Kline    | Ariel Vracin-Harrell & Tyler Chen                                    |
| 50         | 20a       | Ruhe bitte                  | Quiet Please          | Die Familie versucht in der Bibliothek, Cricket zum Lesen eines Buchs zu bringen, aber er hat Schwierigkeiten, sich zu konzentrieren.                                                                                         | 19. Sep. 2020        | 18. Feb. 2021                         | Monica Ray       | Kianna Khansmith & Caldwell Tanner                                   |
| 50         | 20b       | Ge-Chip-t                   | Chipwrecked           | Chip Pfeifer, den die Familie für einen Witz hält, benutzt nach einem Rat seines Vaters die Firma für seinen nächsten Plan, indem er Big Coffee aufkauft.                                                                     | 19. Sep. 2020        | 18. Feb. 2021                         | Monica Ray       | Raj Brueggeman & Steve Wolfhard                                      |
| 51         | 21        | Bulldozer Chip              | Chipocalypse Now      | Chip ersetzt Big Coffee und das Apartmentgebäude durch einen WholesomeFoods-Megastore; durch eine gefälschte Petition soll an Stelle der Green-Farm ein Parkplatz entstehen. Nachdem sein Betrug auffliegt, wird er verbannt. | 16. Jan. 2021        | 27. Feb. 2021                         | Jonathon Wallach | Caldwell Tanner, Kiana Khansmith, Faryn Pearl & Ariel Vracin-Harrell |
| 52         | 22a       | Täuschungsmanöver           | Rent Control          | Kurz nachdem Gloria bei den Greens eingezogen ist, bekommt sie Besuch von ihren Eltern. Um diese nicht zu enttäuschen, helfen die Kinder ihr, die Farm und Remys Anwesen als Glorias Häuser auszugeben.                       | 23. Jan. 2021        | 16. Feb. 2021                         | Anna O’Brian     | Raj Brueggeman, Anna O'Brian & Monica Ray                            |
| 52         | 22b       | Poolsuche                   | Pool’s Gold           | Während der Rest der Familie versucht, in den besten Pool der Stadt zu gelangen, wird Bill ein Held im Gemeinschafts-Schwimmbad.                                                                                              | 23. Jan. 2021        | 16. Feb. 2021                         | Anna O’Brian     | Amy Hudkins & Steve Wolfhard                                         |
| 53         | 23a       | Frohes Neues Jahr           | Big Resolution        | An Silvester versuchen Cricket und Tilly Gloria zu helfen, Kevin um ein Date zu fragen, und Nancy und Alice Bill zu helfen, aus seiner Wohlfühlzone herauszukommen.                                                           | 30. Jan. 2021        | 17. Feb. 2021                         | Anna O’Brian     | Raj Brueggemann & Kristen Gish                                       |
| 53         | 23b       | Winter in Big City          | Winter Greens         | An einem überraschenden Schneetag spielen Cricket und Remy Schneeballschlacht mit Vasquez, und Tilly und Nancy spielen mit einer weiblichen Schneefigur.                                                                      | 30. Jan. 2021        | 17. Feb. 2021                         | Anna O’Brian     | Amy Hudkins & Steve Wolfhard                                         |
| 54         | 24a       | Remys Fantasie-Spiel        | Mages & Mazes         | Remy lädt Cricket, Tilly und Kiki zu einer Runde Mages & Mazes nach Hause ein, doch nach den Regeln zu spielen wird für sie schnell langweilig.                                                                               | 6. Feb. 2021         | 29. Nov. 2021                         | Jonathon Wallach | Caldwell Tanner & Kiana Khansmith                                    |
| 54         | 24b       | Der Karaoke-Abend           | Okay Karaoke          | Die Familie und Remy gehen zum Karaoke, doch Tilly fällt es schwer, das perfekte, zu ihr passende Lied zu finden. | 6. Feb. 2021         | 30. Nov. 2021                         | Jonathon Wallach | Faryn Pearl & Ariel Vracin-Harrell                                   |
| 55         | 25a       | Das Nicht-Date              | Date Night            | Als Cricket und Gabriella ausgehen, soll Bill den Aufpasser geben, aber übertreibt damit, daraus ein richtiges Date zu machen.                                                                                                | 13. Feb. 2021        | 1. Dez. 2021                          | Anna O’Brian     | Raj Brueggemann & Kristen Gish                                       |
| 55         | 25b       | Das geteilte Zimmer         | The Room              | Als Cricket und Tilly beginnen, sich über die Nutzung des gemeinsamen Zimmers zu streiten, werden sie von Gloria und Alice als Ersatz für eine Reality-Show angestachelt.                                                     | 13. Feb. 2021        | 2. Dez. 2021                          | Anna O’Brian     | Amy Hudkins & Steve Wolfhard                                         |
| 56         | 26a       | Die Blorx-Epidemie          | Bleeped               | Als Cricket einen Kraftausdruck lernt, steckt er die anderen Kinder an es zu benutzen, was Bill und Officer Keys unterbinden wollen.                                                                                          | 6. März 2021         | 3. Dez. 2021                          | Jonathon Wallach | Caldwell Tanner & Kiana Khansmith                                    |
| 56         | 26b       | Ausverkauft                 | Sellouts              | Um die Farm vor einer Pleite zu retten, muss die Familie alles Gemüse an einem Tag verkaufen und greift auf verschiedene Taktiken zurück.                                                                                     | 6. März 2021         | 4. Dez. 2021                          | Anna O’Brian     | Amy Hudkins & Steve Wolfhard                                         |
| 57         | 27a       | Nichts als Fast Food        | Fast Foodie           | In die frühere Kaffee-Filiale zieht ein Bürgerimbiss. Cricket beschließt jeden Tag dort zu essen, wovon er übergewichtig und Tilly krank wird.                                                                                | 13. März 2021        | 5. Dez. 2021                          | Jonathon Wallach | Ariel Vracin-Harrell & Faryn Pearl                                   |
| 57         | 27b       | Die Spaghetti-Theorie       | Spaghetti Theory      | Als die Kinder Gemüse bei ihren Nachbarn ausliefern, erklärt Tilly ihre Theorie, dass sie alle miteinander verbunden sind. | 13. März 2021        | 6. Dez. 2021                          | Jonathon Wallach | Ariel Vracin-Harrell & Faryn Pearl                                   |
| 58         | 28a       | Jede Menge Likes            | Ding Dongers          | Als Remy bei einer App mehr Likes für Videos bekommt, in denen Cricket auftaucht, bringt er diesen in immer größere Gefahr.                                                                                                   | 20. März 2021        | 7. Dez. 2021                          | Kiana Khansmith  | Amy Hudkins & Steve Wolfhard                                         |
| 58         | 28b       | Animierte Abscheulichkeiten | Animation Abomination | Als die Kinder eine Führung im Studio von Tillys liebster Animationsserie erhalten, kämpfen sie darum, wessen Idee für das Finale umgesetzt werden soll.                                                                      | 20. März 2021        | 8. Dez. 2021                          | Anna O’Brian     | Raj Brueggemann & Kristen Gish                                       |
| 59         | 29a       | Der Van                     | The Van               | Nachdem Cricket und Gramma einen schmutzigen Van, der in ihrer Straße geparkt hat, wegschaffen, taucht plötzlich der Besitzer auf.                                                                                            | 27. März 2021        | 9. Dez. 2021                          | Jonathon Wallach | Caldwell Tanner & Kiana Khansmith                                    |
| 59         | 29b       | Schlagkraft                 | Bat Girl              | Als das Baseballteam der Kinder dabei ist zu verlieren und vom Gegnerteam verhöhnt wird, wechselt Nancy sich selbst als Spielerin ein.                                                                                        | 27. März 2021        | 10. Dez. 2021                         | Anna O’Brian     | Caldwell Tanner & Kiana Khansmith                                    |
| 60         | 30a       | Cousine Jilly               | Cousin Jilly          | Cricket hätte gerne wieder Besuch von der coolen Cousine Jilly, doch die ist in Wahrheit eine Verkleidung von Tilly. | 3. Apr. 2021         | 11. Dez. 2021                         | Anna O’Brian     | Raj Brueggemann & Kristen Gish                                       |
| 60         | 30b       | Glorias Café                | Gloria’s Café         | Als Gloria keinen Kredit für ein eigenes Café erhält, betreibt sie mit den Kindern heimlich eines in der leerstehenden Filiale.                                                                                               | 3. Apr. 2021         | 11. Dez. 2021                         | Jonathon Wallach | Ariel Vracin-Harrell & Faryn Pearl                                   |

## Staffel 3
| Nr. (ges.) | Nr. (St.) | Deutscher Titel             | Originaltitel       | Zusammenfassung | Erstausstrahlung USA | Deutschsprachige Erstausstrahlung (D) | Regie                          | Drehbuch                                                                        |
| ---------- | --------- | --------------------------- | ------------------- | --- | -------------------- | ------------------------------------- | ------------------------------ | ------------------------------------------------------------------------------- |
| 61         | 1         | Kürbismonster               | Squashed!           | An Halloween sind Bills Kürbisse kleingeraten, sodass Tilly sie mit einem Düngermittel der Erfinderin Zapp bestäubt, dass sie schnell riesig macht – und lebendig.                                                           | 9. Okt. 2021         | 31. Okt. 2022                         | Anna O’Brian                   | Destiny Wood, Ariel Vracin-Harrell, Kiana Khansmith & Raj Brueggeman            |
| 62         | 2a        | Boss Leben                  | Boss Life           | Das Café hat ein perfektes Rating erreicht, doch als Community Sue nur eine Bewertung von B+ abgibt, wird Gloria verunsichert.                                                                                               | 12. Feb. 2022        | 9. Mai 2022                           | Jonathon Wallach               | Eric Brown & Kiana Khansmith                                                    |
| 62         | 2b        | Papaganda                   | Papaganda           | Bill entwickelt mit einem Optimismus-Slogan die kultische Haltung, alles positiv sehen zu wollen, und versucht diese, auch seiner Familie aufzuzwingen.                                                                      | 12. Feb. 2022        | 10. Mai 2022                          | Jonathon Wallach               | Destiny Wood, Ariel Vracin-Harrell & Jonathon Wallach                           |
| 63         | 3a        | Kleiner Kumpel              | Little Buddy        | Den Geschwistern werden im Community-Zentrum kleinere Kinder zum Aufpassen zugeteilt. Tillys Buddy gründet einen Kult, Crickets verführt ihn zu gefährlichen Stunts.                                                         | 19. Feb. 2022        | 11. Mai 2022                          | Anna O’Brian                   | Carson Montgomery, Raj Brueggemann, & Jen Begeman                               |
| 63         | 3b        | Zen-Garten                  | Zen Garden          | Während Bill und Alice sich im Spa entspannen, übernehmen Nancy und die Kinder die Gartenarbeit. | 19. Feb. 2022        | 12. Mai 2022                          | Jonathon Wallach               | Laura Eichhorn, Kiana Khansmith, & Eric Brown                                   |
| 64         | 4a        | Ganz spezielle Regeln       | No Service          | Cricket wird, weil er barfuß unterwegs ist, nicht in einen Laden gelassen. Während er nach einem Weg hinein sucht, sucht Bill einen Parkplatz.                                                                               | 26. Feb. 2022        | 13. Mai 2022                          | Anna O’Brian                   | Eric Lapidus, Ariel Vracin-Harrell, & Destiny Wood                              |
| 64         | 4b        | Entführt                    | Takened             | Als Cricket und Remy verschwinden, um eine Party für Vasquez vorzubereiten, glaubt dieser, sie seien entführt worden. | 26. Feb. 2022        | 14. Mai 2022                          | Jonathon Wallach               | Laura Eichhorn, Drew Green, & Bernice Sioson                                    |
| 65         | 5a        | Grünes Gemüse               | Green Greens        | Als Bill entdeckt, dass Cricket den Müll in den Ackerboden kippt, sollen dieser und Gramma vernünftig entsorgen, während Bill und Tilly sich zur Altstoffsammelstelle begeben.                                               | 5. März 2022         | 15. Mai 2022                          | Anna O’Brian                   | Kenny Byerly, Raj Brueggemann & Jen Begeman                                     |
| 65         | 5b        | Waffenstillstandsbombe      | Truce Bomb          | Tilly versucht den Streit zwischen Gramma und Nachbar Gregorian zu schlichten und erreicht eine Waffenruhe, doch dann erkennt sie, dass die beiden nicht damit glücklich sind, sich nicht mehr anzuschreien.                 | 5. März 2022         | 16. Mai 2022                          | Jonathon Wallach               | Laura Eichhorn, Drew Green & Bernice Siosonman                                  |
| 66         | 6a        | Quiz-Abend                  | Trivia Night        | Als Gloria eine Trivia-Nacht veranstaltet, sucht Cricket in seinem Gehirn nach Wissen, aber findet nur scheinbar Unnützes, das sich dennoch als rettend erweist.                                                             | 12. März 2022        | 17. Mai 2022                          | Jonathon Wallach               | Carson Montgomery, Kiana Khansmith & Eric Brown                                 |
| 66         | 6b        | Großer Ärger                | Big Trouble         | Als Tilly das erste Mal bestraft wird, beschließt sie, ein böses Mädchen zu werden, während Cricket entdeckt, dass gutes Verhalten belohnt wird.                                                                             | 12. März 2022        | 21. Mai 2022                          | Anna O’Brian                   | Rachel McNevin, Ariel Vracin-Harrell & Nick Sumida                              |
| 67         | 7a        | Der zuverlässige Bill       | DependaBill         | Bill versteht sich gut mit einem neuen Nachbarn, den er als Freund gewinnen will, aber übertreibt es dabei, sich als verlässlich zu präsentieren.                                                                            | 16. Juli 2022        | 1. Nov. 2022                          | Anna O’Brian                   | Nate Federman, Raj Brueggemann & Jen Begeman                                    |
| 67         | 7b        | Der Liefernator             | The Delivernator    | Cricket muss seine Fähigkeiten als Lieferjungen für das Café gegen den neuen Roboter von Gwendolyn Zapp beweisen. | 16. Juli 2022        | 2. Nov. 2022                          | Jonathon Wallach               | Nate Federman, Drew Green & Bernice Sioson                                      |
| 68         | 8a        | Gut zuhören!                | Listen Up!          | Durch Knallkörper erleidet Cricket einen temporären Gehörverlust, worauf er während der Hausarbeit raten muss, was Bill von ihm will.                                                                                        | 23. Juli 2022        | 3. Nov. 2022                          | Jonathon Wallach               | Carson Montgomery, Kiana Khansmith & Eric Brown                                 |
| 68         | 8b        | Affentheater                | Big Picture         | Die Familie und Gloria fahren zu einem Autokino. Nancy muss erkennen, dass das Frauenbild und der Humor des Films nicht so gut sind wie in ihrer Erinnerung.                                                                 | 23. Juli 2022        | 4. Nov. 2022                          | Jonathon Wallach               | Rachel McNevin, Drew Green & Bernice Sioson                                     |
| 69         | 9a        | Der große Kämpfer           | Rembo               | Remy will Kampfkünste lernen, um sich selbst beschützen zu können, aber weil Vasquez ablehnt, ihn zu unterrichten, wendet er sich an Gloria und Gramma als Lehrer.                                                           | 30. Juli 2022        | 5. Nov. 2022                          | Anna O’Brian                   | Laura Eichhorn, Ariel Vracin-Harrell & Nick Sumida                              |
| 69         | 9b        | Heimat aus Glass            | Dirt Jar            | Als Cricket ein Glas mit Erde ihrer alten Farm verliert, erzählt er Remy die Geschichte, wie sie in die Stadt gezogen sind. Um neue Erde zu holen, fährt Bill mit Cricket zu ihrem alten Haus, das gerade zum Verkauf steht. | 30. Juli 2022        | 6. Nov. 2022                          | Anna O’Brian                   | Kenny Byerly, Raj Brueggemann & Jen Begeman                                     |
| 70         | 10        | Der Umzug                   | The Move            | Während Alice und Gloria in der Stadt bleiben, ziehen Bill, Nancy, Tilly und Cricket, der von Remy begleitet wird, zurück aufs Land.                                                                                         | 24. Sep. 2022        | 7. Nov. 2022                          | Jonathon Wallach               | Carson Montgomery, Kiana Khansmith, Eric Brown, Raj Brueggemann & Jen Begeman   |
| 71         | 11a       | Spaß auf dem Land           | Country Side        | Während Cricket Remy den Spaß am Landleben zeigt, sucht Tilly nach neuen Schlafmöglichkeiten. | 1. Okt. 2022         | 8. Nov. 2022                          | Jonathon Wallach               | Nate Federman, Eric Brown & Kiana Khansmith                                     |
| 71         | 11b       | Abenteuer Schrottplatz      | Junk Mountain       | Cricket versucht, seinen alten Landfreund Hector zurückzugewinnen, und stellt ihn Remy vor. | 1. Okt. 2022         | 9. Nov. 2022                          | Anna O'Brian & Kiana Khansmith | Rachel McNevin, Raj Brueggemann & Jen Begeman                                   |
| 72         | 12a       | Farmer Remy                 | Farmer Remy         | Remy versucht, seine Landlust zu finden, während Cricket Fahrstunden auf dem Traktor nimmt. | 8. Okt. 2022         | 10. Nov. 2022                         | Anna O'Brian & Kiana Khansmith | Mary Bronaugh, Ariel Vracin-Harrell & Nick Sumida                               |
| 72         | 12b       | Phoenix’ Abenteuerreise     | Homeward Hound      | Als die Tiere der Greens in die Stadt kommen, um Tillys Spielzeugsack zu holen, nimmt Alice es zum Anlass, sie aufs Land zu ihrer Familie zu begleiten.                                                                      | 8. Okt. 2022         | 11. Nov. 2022                         | Anna O'Brian & Kiana Khansmith | Laura Eichhorn, Drew Green & Bernice Sioson                                     |
| 73         | 13a       | Wie Immer                   | Pie Hard            | Die Familie besucht ein Restaurant in der ländlichen Stadt. Tilly bestellt dort ihre Lieblingstorte, was Alice eifersüchtig macht.                                                                                           | 15. Okt. 2022        | 13. Nov. 2022                         | Anna O'Brian & Kiana Khansmith | Nate Federman, Ariel Vracin-Harrell & Nick Sumida                               |
| 73         | 13b       | Rattenschwanz               | Rat Tail            | Nancy versucht, Cricket dazu zu bringen, seinen neuen Rattenschwanz zu schneiden. | 15. Okt. 2022        | 14. Nov. 2022                         | Nick Sumida                    | Raj Brueggemann, Caldwell Tanner & Bernice Sioson                               |
| 74         | 14a       | Tillys großer Tag           | Frilly Tilly        | Als Tillys Mais-Reife ansteht, hat sie genaue Vorstellungen davon, wie alles ablaufen soll, was Gramma überhaupt nicht gefällt.                                                                                              | 22. Okt. 2022        | 10. Dez. 2022                         | Kiana Khansmith                | Laura Eichhorn, Raj Brueggemann & Jen Begeman                                   |
| 74         | 14b       | Montage-Manie               | Montaged            | Cricket beschleunigt sein Training für das Schlaf-Rodeo und wird in einer endlosen Filmmontage gefangen. | 22. Okt. 2022        | 10. Dez. 2022                         | Jonathon Wallach & Nick Sumida | Nate Federman, Eric Brown & Gabi Rodea                                          |
| 75         | 15a       | Pizza Lieferung             | Pizza Deliverance   | Ein Liefermädchen aus der Großstadt muss eine Pizza an die Greens ausliefern, hält diese aber für Kannibalen. | 29. Okt. 2022        | 20. Nov. 2023                         | Kiana Khansmith                | Carson Montgomery, Ariel Vracin-Harrell & Eddie West                            |
| 75         | 15b       | Pferde Mädchen              | Horse Girl          | Als Bill ein neues Pferd kauft, versucht Tilly, ihren Hass auf diese Tiere zu verstecken. Cricket und Remy wollen übers Internet mit Gabriella und Vasquez sprechen.                                                         | 29. Okt. 2022        | 21. Nov. 2023                         | Nick Sumida                    | Rachel McNevin, Cassie Zwart & Bernice Sioson                                   |
| 77         | 16a       | Brieffreundinnen            | Pen Pals            | Tilly und Andromeda schreiben sich Briefe, um ihre Freundschaft am Laufen zu halten. | 4. März 2023         | 22. Nov. 2023                         | Kiana Khansmith                | Nate Federman, Raj Brueggemann & Jen Begeman                                    |
| 77         | 16b       | Remys Wochenbericht         | Study Abroad        | Remy muss seinen Eltern erzählen, was er auf dem Land gelernt hat, um zu verhindern, dass sie ihn zurückholen. | 4. März 2023         | 23. Nov. 2023                         | Nick Sumida                    | Mary Bronaugh, Cassie Zwart & Bernice Sioson                                    |
| 78         | 17a       | Honigraub                   | Honey Heist         | Die Kinder versuchen mit Nancys Hilfe, Bills gesammelten Honig zu stehlen. | 11. März 2023        | 24. Nov. 2023                         | Nick Sumida                    | Laura Eichhorn, Eric Brown & Gabi Rodea                                         |
| 78         | 17b       | Phoenix als Bürgermeisterin | Dog Mayor           | Weil ein anderer Hund beliebt ist, will Cricket Phoenix zum Bürgermeister wählen lassen und verwendet dafür Lügen. | 11. März 2023        | 26. Nov. 2023                         | Nick Sumida                    | Carson Montgomery, Cassie Zwart & Bernice Sioson                                |
| 79         | 18a       | Chill, Bill                 | Chill Bill          | Die Familie geht zum See, wo Bill sich zur Überraschung der anderen locker und sorgenfrei zeigt. | 18. März 2023        | 27. Nov. 2023                         | Kiana Khansmith                | Mary Bronaugh, Ariel Vracin-Harrell & Eddie West                                |
| 79         | 18b       | Die Kannichenplage          | Bunny Farm          | Als die Farm von Kaninchen befallen wird, rekrutiert Nancy die Nachbarn, um zu helfen, und Bill sieht, wie sehr sie gereift ist.                                                                                             | 18. März 2023        | 28. Nov. 2023                         | Nick Sumida                    | Kenny Byerly, Eric Brown & Gabi Rodea                                           |
| 80         | 19        | Langer Abschied             | Long Goodbye        | Als Alice und Remy in die Stadt zurückkehren wollen, werden Tilly, Cricket und Bill von Nancy überzeugt mitzugehen, während sie selbst zurückbleibt und auf die Farm aufpasst.                                               | 25. März 2023        | 29. Nov. 2023                         | Kiana Khansmith                | Rachel McNevin, Raj Brueggemann, Jen Begeman, Ariel Vracin-Harrell & Eddie West |
| 76         | 20        | Virtuelle Weihnacht         | Virtually Christmas | An Weihnachten vor ihrem Umzug sind Cricket und Remy bei letzterem eingeschneit. Sie spielen, um mit der Familie vereint zu sein, mit ihnen ein Virtual-Reality-Spiel.                                                       | 3. Dez. 2022         | 9. Dez. 2023                          | Anna O'Brian, Mark Droste      | Nate Federman, Laura Eichhorn, Caldwell Tanner & Eddie West                     |

## Staffel 4
| Nr. (ges.) | Nr. (St.) | Deutscher Titel                                                 | Originaltitel        | Zusammenfassung | Erstausstrahlung USA | Deutschsprachige Erstausstrahlung (D) | Regie | Drehbuch |
| ---------- | --------- | --------------------------------------------------------------- | -------------------- | --- | -------------------- | ------------------------------------- | ----- | -------- |
| 81         | 1a        | Die Qual der Wahl                                               | Truck Stopped        | An der Autobahn nach Smalton lässt Bill versehentlich Tilly und Cricket an einer Raststätte zurück.                                                                                   | 23. Sep. 2023        | 4. März 2024                          | –     | –        |
| 81         | 1b        | Tillys große Chance                                             | Jingeled             | Als Tilly das Gemüse am Verkaufsstand mit Liedern anpreist, wird sie von einem Studio für Jingles engagiert.                                                                          | 23. Sep. 2023        | 5. März 2024                          | –     | –        |
| 82         | 2a        | Stand–up–Bill                                                   | Stand–up Bill        | Bei einer Stand-up-Show spielt Bills Lieblingscomedian nur eine Rolle und Cricket versucht sich am Roast.                                                                             | 30. Sep. 2023        | 6. März 2024                          | –     | –        |
| 82         | 2b        | Der Geschwister–Kodex                                           | Green Trial          | Als Cricket beschuldigt wird, Nancys Kuchen gegessen zu haben, beruft er sich auf den Geschwister-Kodex, damit Tilly ihm glaubt, dass er unschuldig ist.                              | 30. Sep. 2023        | 7. März 2024                          | –     | –        |
| 83         | 3a        | Grandpa Nick                                                    | Bad Dad              | Nancys Vater Nick ist zurückgekehrt und verbringt den Tag mit seinen Enkeln, während Nancy versucht, ihm einen Job zu verschaffen.                                                    | 7. Okt. 2023         | 8. März 2024                          | –     | –        |
| 83         | 3b        | Der Schrottkönig                                                | Junk Junkie          | Bill wird zum Schrottsammler, Alice zur Entrümplerin im Sinne des Minimalismus. | 7. Okt. 2023         | 10. März 2024                         | –     | –        |
| 84         | 4a        | Eine starke Hand                                                | Handshaken           | Cricket trainiert seine Hand, um den stärksten Händedruck in der Stadt zu haben. | 14. Okt. 2023        | 11. März 2024                         | –     | –        |
| 84         | 4b        | Arbeitsfreundinnen                                              | Coffee Mates         | Weil Gloria der Arbeit wegen keine Zeit mit ihren Freundinnen verbringen kann, stellt sie diese kurzerhand im Café ein. Die Teenager lenken sie dort aber von ihrer Verantwortung ab. | 14. Okt. 2023        | 12. März 2024                         | –     | –        |
| 85         | 5a        | Grammas Bonus                                                   | Iced                 | Alice kauft der ganzen Familie Tickets zu einem Eishockey-Spiel, außer Nick, der aber trotzdem alleine hingeht. Schließlich akzeptiert sie ihn als Teil der Familie.                  | 21. Okt. 2023        | 13. März 2024                         | –     | –        |
| 85         | 5b        | Chips Rückkehr                                                  | Chipped Off          | Chip Pfeifer ist unter dem Alias Norm Aler Typ in die Stadt zurückgekehrt, aber plant in der Kanalisation wieder seine Rache an den Greens.                                           | 21. Okt. 2023        | 14. März 2024                         | –     | –        |
| 86         | 6a        | Internetted                                                     | Ausflug ins Internet | Tilly begibt sich auf eine Internetsuche und trifft dort auf Miss Information. | 6. Apr. 2024         | 25. Mai 2024                          | –     | –        |
| 86         | 6b        | Freunde für Gregly                                              | Guiding Gregly       | Cricket versucht, dem immerzu grantigen und schreienden Gregly zu helfen, Freunde zu finden.                                                                                          | 6. Apr. 2024         | 25. Mai 2024                          | –     | –        |
| 87         | 7a        | Der Familien–Stammbaum                                          | Family Tree          | Statt mit ihrem Vater noch vor Sonnenaufgang nach Smalton loszufahren, sitzt Tilly lieber in einem Baum.                                                                              | 13. Apr. 2024        | 14. Okt. 2024                         | –     | –        |
| 87         | 7b        | Ungeschützt                                                     | Unguarded            | Als Remy nicht mehr Vasquez’ Schutz braucht, enthüllt dieser in einer Therapie, wie er zu den Remingtons gekommen ist.                                                                | 13. Apr. 2024        | 14. Okt. 2024                         | –     | –        |
| 88         | 8a        | Beton-Dschungel                                                 | Concrete Jungle      | Wie in einer Naturdokumentation beschreibt ein Erzähler das Verhalten der Greens in der Stadt.                                                                                        | 20. Apr. 2024        | 16. Okt. 2024                         | –     | –        |
| 88         | 8b        | Starter Paket                                                   | Starter Pack         | In einem Kartensammelspiel, das Remy leidenschaftlich spielt, findet stattdessen Cricket zufällig die seltenste Karte.                                                                | 20. Apr. 2024        | 17. Okt. 2024                         | –     | –        |
| 89         | 9a        | Armer Remy                                                      | Dollar Sense         | Remys Eltern erkennen, dass er Geld verschwendet, und erteilen ihm eine Lektion, wie mit Geld umzugehen ist.                                                                          | 27. Apr. 2024        | 18. Okt. 2024                         | –     | –        |
| 89         | 9b        | Verständnisvolle Krähen                                         | True Cawing          | Während Tilly und Alice Cricket ein neues Hobby suchen, freundet Bill sich mit den Krähen der Stadt an.                                                                               | 27. Apr. 2024        | 20. Okt. 2024                         | –     | –        |
| 90         | 10a       | Schicksal im Glück                                              | Fortune Feller       | Auf einem Jahrmarkt prophezeit ein Wahrsageautomat Cricket, dass er eine stinkende Ohrfeige erhalten wird.                                                                            | 5. Okt. 2024         | 21. Okt. 2024                         | –     | –        |
| 90         | 10b       | Ausweg gesucht (Alternativer Titel auf Disney+: Kein Entkommen) | No Escape            | An Halloween spielen die Greens ein Escape Game und werden dort von Chip eingesperrt.                                                                                                 | 5. Okt. 2024         | 22. Okt. 2024                         | –     | –        |
| 91         | 11a       | Truthahn–Ärger                                                  | Turkey Trouble       | An Thanksgiving steht Nancy davor, ihr erstes Festtagsdinner zu bereiten, doch Bill zerstört versehentlich den Truthahn.                                                              | 16. Nov. 2024        | 24. März 2025                         | –     | –        |
| 91         | 11b       | Schnäppchenjagd                                                 | Hard Bargain         | In einem Second-Hand-Laden bekommt Cricket einen Zuckerrausch, Nick Angst vor einer Puppe und Nancy Gewissensbisse, die Besitzerin zu betrügen.                                       | 16. Nov. 2024        | 25. März 2025                         | –     | –        |
| 92         | 12a       | Traum–Baum                                                      | Dream Tree           | – | 7. Dez. 2024         | 9. Dez. 2024                          | –     | –        |
| 92         | 12b       | Trübe Stimmung                                                  | Blue Greens          | – | 7. Dez. 2024         | 9. Dez. 2024                          | –     | –        |
| 93         | 13a       | Hullabaloo                                                      | Huliabaloo’d         | – | 15. März 2025        | 26. März 2025                         | –     | –        |
| 93         | 13b       | Übertrumpft                                                     | Jaded                | – | 15. März 2025        | 26. März 2025                         | –     | –        |
| 94         | 14a       | Peinliche Geheimnisse                                           | Dog Proof            | – | 22. März 2025        | 26. März 2025                         | –     | –        |
| 94         | 14b       | Cricket-Kontrolle                                               | Cricket Control      | – | 22. März 2025        | 26. März 2025                         | –     | –        |
| 95         | 15a       | Aprilscherz                                                     | April Fool           | – | 29. März 2025        | 26. März 2025                         | –     | –        |
| 95         | 15b       | Oh weh                                                          | Good Grief           | – | 29. März 2025        | 26. März 2025                         | –     | –        |
| 96         | 16a       | –                                                               | Evil Family          | – | 5. Apr. 2025         | –                                     | –     | –        |
| 96         | 16b       | –                                                               | Greens Underground   | – | 5. Apr. 2025         | –                                     | –     | –        |
| 97         | 17a       | Gratisproben-Wahnsinn                                           | Meadow Mania         | – | 12. Apr. 2025        | 3. Mai 2025                           | –     | –        |
| 97         | 17b       | Toilettenpapiert                                                | Tpʼd                 | – | 12. Apr. 2025        | 3. Mai 2025                           | –     | –        |
| 98         | 18a       | –                                                               | Split Decision       | – | 19. Apr. 2025        | –                                     | –     | –        |
| 98         | 18b       | –                                                               | Chocolate Santa      | – | 19. Apr. 2025        | –                                     | –     | –        |
| 99         | 19a       | –                                                               | Freebie Frenzy       | – | 26. Apr. 2025        | –                                     | –     | –        |
| 99         | 19b       | –                                                               | Skipped Over         | – | 26. Apr. 2025        | –                                     | –     | –        |
| 100        | 20        | –                                                               | One Hundred          | – | 3. Mai 2025          | –                                     | –     | –        |
| 101        | 21        | –                                                               | Chip’s Revenge       | – | 7. Juni 2025         | –                                     | –     | –        |
| 102        | 22a       | –                                                               | Charity Case         | – | 14. Juni 2025        | –                                     | –     | –        |
| 102        | 22b       | –                                                               | Locked In            | – | 14. Juni 2025        | –                                     | –     | –        |
| 103        | 23a       | –                                                               | Remy Delemmy         | – | 21. Juni 2025        | –                                     | –     | –        |
| 103        | 23b       | –                                                               | Like Father          | – | 21. Juni 2025        | –                                     | –     | –        |
| 104        | 24a       | –                                                               | Saxon Saxability     | – | 28. Juni 2025        | –                                     | –     | –        |
| 104        | 24b       | –                                                               | Ten Minutes          | – | 28. Juni 2025        | –                                     | –     | –        |
| 105        | 25a       | –                                                               | City Wayne           | – | 5. Juli 2025         | –                                     | –     | –        |
| 105        | 25b       | –                                                               | Flexed               | – | 5. Juli 2025         | –                                     | –     | –        |
| 106        | 26a       | –                                                               | Swashbuckled         | – | 12. Juli 2025        | –                                     | –     | –        |
| 106        | 26b       | –                                                               | Nick Scouts          | – | 12. Juli 2025        | –                                     | –     | –        |
| 107        | 27a       | –                                                               | Cricketeer           | – | 19. Juli 2025        | –                                     | –     | –        |
| 107        | 27b       | –                                                               | five books           | – | 19. Juli 2025        | –                                     | –     | –        |
| 108        | 28a       | –                                                               | Short Wait           | – | 26. Juli 2025        | –                                     | –     | –        |
| 108        | 28b       | –                                                               | Awful Lawful         | – | 26. Juli 2025        | –                                     | –     | –        |
| 109        | 29a       | –                                                               | Scooped              | – | 2. Aug. 2025         | –                                     | –     | –        |
| 108        | 29b       | –                                                               | Mulligan'd           | – | 2. Aug. 2025         | –                                     | –     | –        |
| 110        | 30a       | –                                                               | Rehashed History     | – | 9. Aug. 2025         | –                                     | –     | –        |
| 110        | 30b       | –                                                               | Unplanned            | – | 9. Aug. 2025         | –                                     | –     | –        |

## Staffel 5
| Nr. (ges.) | Nr. (St.) | Deutscher Titel | Originaltitel             | Zusammenfassung | Erstausstrahlung USA | Deutschsprachige Erstausstrahlung (D) | Regie | Drehbuch |
| ---------- | --------- | --------------- | ------------------------- | --------------- | -------------------- | ------------------------------------- | ----- | -------- |
| 111        | 1a        | –               | Chip Day                  | –               | –                    | –                                     | –     | –        |
| 111        | 1b        | –               | Good Memories             | –               | –                    | –                                     | –     | –        |
| 112        | 2a        | –               | Super Supper              | –               | –                    | –                                     | –     | –        |
| 112        | 2b        | –               | Case Closed               | –               | –                    | –                                     | –     | –        |
| 113        | 3         | –               | Buddies                   | –               | –                    | –                                     | –     | –        |
| 114        | 4a        | –               | Fancy Like                | –               | –                    | –                                     | –     | –        |
| 114        | 4b        | –               | How to train your Cricket | –               | –                    | –                                     | –     | –        |
| 115        | 5a        | –               | Quizzed                   | –               | –                    | –                                     | –     | –        |
| 115        | 5b        | –               | Tug of Sacrifice          | –               | –                    | –                                     | –     | –        |
| 116        | 6a        | –               | Drained                   | –               | –                    | –                                     | –     | –        |
| 116        | 6b        | –               | Unfarmed                  | –               | –                    | –                                     | –     | –        |
| 117        | 7a        | –               | Wrong Route Mulligan      | –               | –                    | –                                     | –     | –        |
| 117        | 7b        | –               | Burger Frowned            | –               | –                    | –                                     | –     | –        |
| 118        | 8a        | –               | Birdwatching Greens       | –               | –                    | –                                     | –     | –        |
| 118        | 8b        | –               | Soccer–Rific!             | –               | –                    | –                                     | –     | –        |
| 119        | 9a        | –               | Big Teched                | –               | –                    | –                                     | –     | –        |
| 119        | 9b        | –               | Cricket's Riddles         | –               | –                    | –                                     | –     | –        |